# بن تاتشر
بن تاتشر (بالإنجليزية: Ben Thatcher)‏ (30 نوفمبر 1975 بسويندون في المملكة المتحدة - ) هو لاعب كرة قدم بريطاني في مركز الظهير. شارك مع منتخب إنجلترا تحت 21 سنة لكرة القدم ومنتخب ويلز لكرة القدم. أما مع النوادي، فقد لعب مع إيبسويتش تاون وتشارلتون أثلتيك وتوتنهام هوتسبير وليستر سيتي ومانشستر سيتي ونادي ميلوول ونادي ويمبلدون.

## مسيرته الكروية
لعب بن تاتشر خلال مسيرته الاحترافية مع 7 أندية في ثمانية عشر موسمًا وسجل خلالها هدفين أثنين ضمن 330 مباراة. ولم يفز بأي موسم بالكأس أو بالدوري.
خاض بن تاتشر مسيرته مع نادي ميلوول في موسم 1993–94 واستمر معه طيلة ثلاثة مواسم، مشاركًا في 90 مباراة سجل خلالها هدفًا واحدًا. ثم انتقل إلى نادي ويمبلدون في موسم 1996–97 ليلعب معه أربعة مواسم، حيث شارك في 86 مباراة ولم يسجل أي هدف. لينتقل بعدها إلى نادي توتنهام هوتسبير في موسم 2000–01 واستمر معه طيلة ثلاثة مواسم، مشاركًا في 36 مباراة ولم يسجل أي هدف أيضًا. ثم انتقل إلى نادي ليستر سيتي في موسم 2003–04 لمدة موسم واحد، مشاركًا في 29 مباراة سجل خلالها هدفًا واحدًا. هذا وانتقل لاحقًا إلى نادي مانشستر سيتي في موسم 2004–05 واستمر معه طيلة ثلاثة مواسم، مشاركًا في 47 مباراة ولم يسجل أي هدف. ثم انتقل بعدها إلى نادي تشارلتون أثلتيك في موسم 2006–07 ولمدة موسمين، مشاركًا في 22 مباراة ولم يسجل أي هدف أيضًا. ليعود وينتقل من جديد، لكن هذه المرة إلى نادي إيبسويتش تاون في موسم 2008–09 ولمدة موسمين، مشاركًا في 20 مباراة ولم يسجل أي هدف أيضًا.

## وصلات خارجية
- بن تاتشر على موقع قاعدة بيانات كرة القدم.إي يو (الإنجليزية)
- بن تاتشر على موقع ناشيونال فوتبول تيمز (الإنجليزية)
- بن تاتشر على موقع Soccerbase.com (لاعب) (الإنجليزية)
- بن تاتشر على موقع Soccerway.com (الإنجليزية)
- بن تاتشر على موقع عالم كرة القدم.نت (الإنجليزية)